# Jöns Gerekesson
Jöns Gerekesson (latiniserat: Johannes Gerechini; danska: Jens Gerriksen), född (troligen) i Danmark, död 18 augusti 1433 på Island, var en präst och ärkebiskop av Uppsala stift 1408–1421.

## Biografi
Jöns Gerekesson föddes (troligen) i Danmark som son till lågfrälse Gereke Jensen Lodehat, vars släkt hade skaffat sig en stark ställning i kyrkan och vid hovet, hans farbror var Peder Jensen Lodehat.
Gerekesson bedrev studier vid Paris universitet (1401) och Karlsuniversitetet i Prag (1404), och blev präst i Danmark och kansler till Erik av Pommern. År 1408 utsågs han av påve Gregorius XII till ärkebiskop i Uppsala, efter att den först valde ombads avgå av kungen och drottning Margareta.
När Gregorius XII avsattes vid konciliet i Pisa 1409, gungade Johannes ställning, men 1410 utnämndes han än en gång till ärkebiskop (se för övrigt Den stora schismen). Kung Eriks inställning växlade därefter från välvilja till dess motsats, fastän av andra skäl.
Johannes är bland annat på grund av alla politiska motsättningar utan jämförelse den sämst beryktade i Uppsalas stifts annaler, men har av andra ansetts vara ett helgon. Han ansågs av kritiker till kungamaktens kontroll över kyrkan, vara befriad från alla moraliska betänkligheter, vara ointresserad av sina plikter, amorös, nepotisk, våldsbenägen och mycket girig. Trots att han hade Stockholms slott, och delar av Stockholms och Stäkes län till förläning, skuldsatte han sig, använde grovt våld mot dominikanermunkarna och mutor för att bli fri.
Enligt ryktet hade Johannes Gerechini flera harem på sina gårdar, en bekräftad otrohetsaffär med en gift kvinna med vilken han fick två barn, samt ett enormt motstånd från såväl kungen som Uppsalas stifts domkapitel, ledde till att påven och kurian 1422 utfärdade en bulla som för evig tid skulle skilja honom från ärkebiskopsstolen. Celibatet var dock ännu inte helt genomdrivet.
Trots allt blev Johannes Gerechini vald till biskop på Island 1430. Till en början respekterad av islänningarna, blev han senare hatad av engelsmän som började intressera sig för ön, varför han greps och dränktes i en säck med en sten fastbunden vid halsen.